# Katianna perplexa
Katianna perplexa är en urinsektsart som beskrevs av John Tenison Salmon 1944. Katianna perplexa ingår i släktet Katianna och familjen Katiannidae. Inga underarter finns listade i Catalogue of Life.